# Obléhání ve středověku

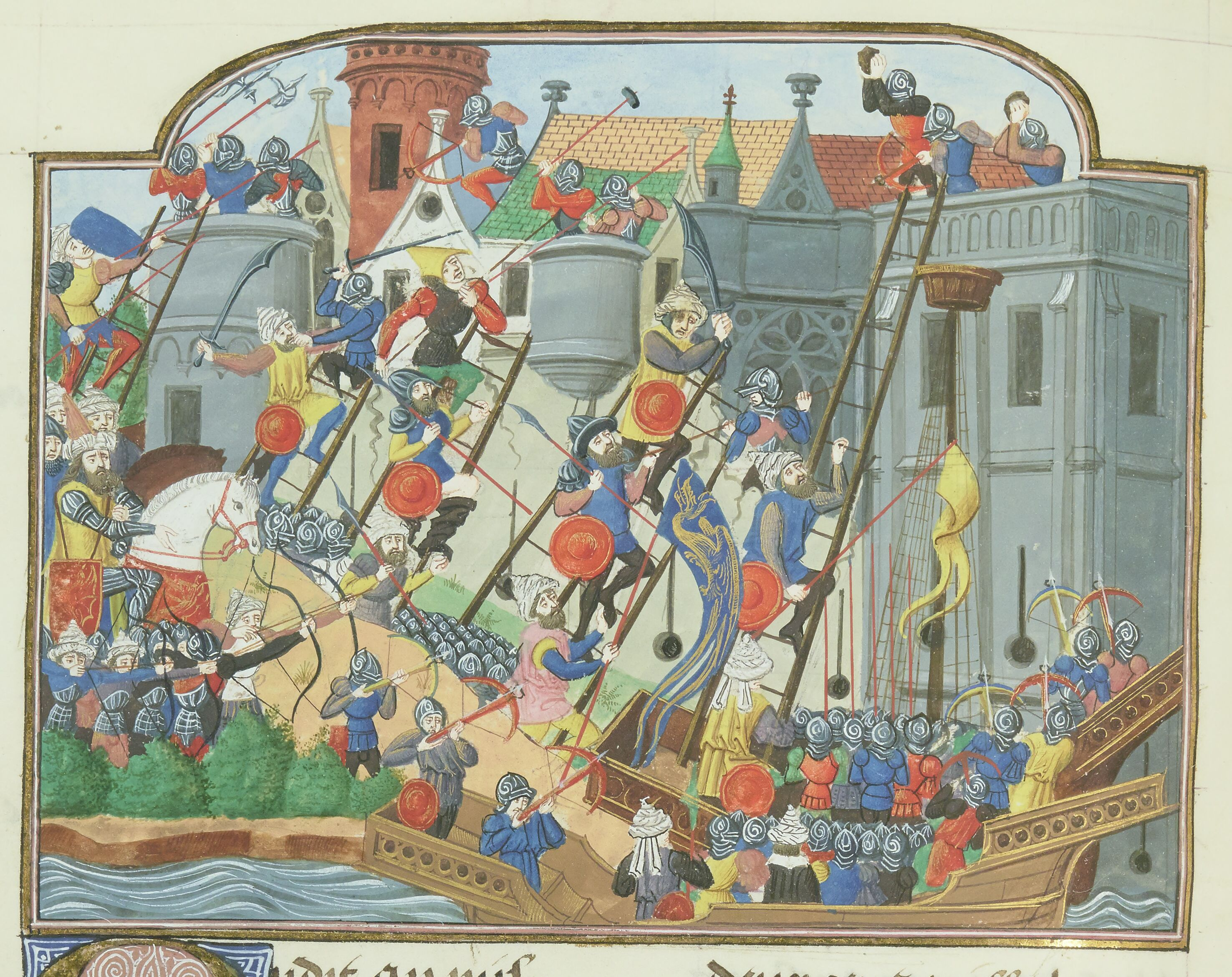
Obležení Konstantinopole v roce 1453

Obléhání ve středověku bylo jednou z nejdůležitějších složek tehdejšího válečnictví. Ve středověku bylo obléhání mnohem častější než bitvy v poli, bylo totiž levnější a zároveň vyžadovalo menší množství vojska, což znamenalo nižší ztráty. Obléhatel po vítězném obléhání navíc získal mnohem více území a zisků než kdyby svedl bitvu. Obléhací prostředky a stroje raného středověku skoro vždy vycházely ze starších starověkých kusů. To dokazuje kvalitu starověkých obléhacích technik. Brzy se však tyto stroje začaly zdokonalovat a byly vyvíjeny nové obléhací postupy a obléhací stroje. Vzhledem k tomu, že si každý evropský panovník chtěl udržet vládu nad svou zemí, začaly se stavět hrady. Hrady nejdříve kopírovaly techniku obrany od starověkých pevností, ale později byly zavedeny nové metody obrany. Hrady měly vodní příkopy, padací mosty, kruhové věže, dvoje hradby a více obranných staveb. Vrcholný středověk se nazývá zlatým věkem hradů. To však neznamená, že by se nezdokonalovaly útočné metody. Trebuchet byl prvním originálním obléhacím dílem středověku. Byl vynalezen ke konci 12. století a masově se začal používat ve století třináctém a čtrnáctém. Nakonec začala být používána děla, která změnila charakter středověkého válčení a to znamená konec hradů a tím i středověké obléhací techniky.

## Obléhání v raném středověku

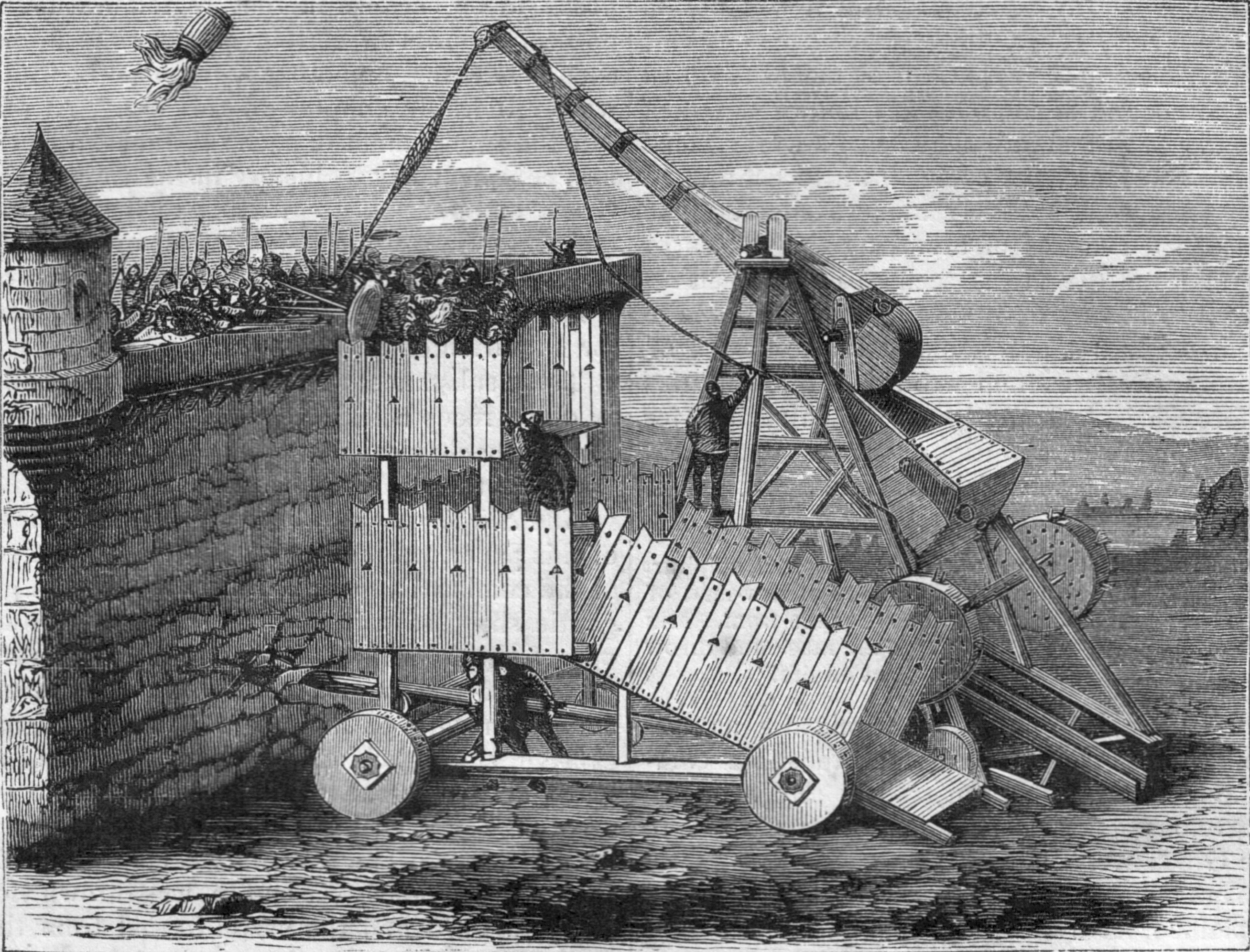
Katapult, vrhající řecký oheň

V raném středověku byly všechny obléhací stroje kopiemi strojů starověkých. I obranné stavby byly zcela stejné jako ve starověku. Je více než pravděpodobné, že kvalita těchto strojů a staveb byla horší než u jejich starověkých předchůdců, protože došlo ke zhoršení úrovně výroby a chyběli kvalifikovaní lidé. Ke konci tohoto období se však začaly stroje zdokonalovat a nesly tradiční rys středověkého válečnictví. V raně středověké Evropě docházelo často k válkám a tím i k obléhání. Způsobeno to bylo častými invazemi a nestabilitou tehdejších států. Byzantská říše si zachovala tradiční římské obléhací postupy a vynalezla i nové, účinné zbraně. Nejimpozantnější zbraní tehdejší doby byl řecký oheň. Řecký oheň nejspíše vynalezl syrský technik Kallinikos. Jednalo se o hořlavou směs, která se zapálila a po určité době explodovala. Řecký oheň se hojně užíval i při námořních bitvách. Byzantinci považovali řecký oheň za dar od boha a tajemství jeho složení bylo tak žárlivě střeženo, že složení a ani výrobní postup této zbraně není známo. Hlavní složkou byla nejspíše nafta. Mezi další složky patřil nejspíše ledek, síra, pryskyřice a petrolej. Řecký oheň se mnohokrát osvědčil a právě jemu je připisována zásluha na prodloužení existence Byzantské říše. I když bylo složení této zbraně důkladně střeženo, nakonec byl řecký oheň používán Araby a nejspíše i Francouzi. Když roku 476 padla Římská říše, bylo její válečnictví a tím i její obléhací techniky převzaty barbary. Kvalita zbraní byla zpočátku nižší než ve starověku, ale neustálé války vedly k jejich zdokonalování. Barbaři se usazovali v bývalých římských městech a rychle se naučili římským způsobům. Středověcí válečnictví používali jako hlavní informační zdroj knihy starověkých Římanů. Hlavním přínosem v tomto směru znamenalo Vegetiovo dílo De Re Military. Vegetius v této knize popisuje obléhací postupy a dává čtenářům různé rady. Římané ke konci své říše začali používat ryze středověké obléhací stavby. Kruhové věže, které jsou tak často přisuzovány středověké obléhací technice, ve skutečnosti vynalezli Římané a středověcí válečníci je znovuobjevili až na konci raného středověku. Byly používány vodní příkopy, padací mosty a mříže, které po určité době taktéž přijali barbaři.

### Vznik hradů a jejich využití

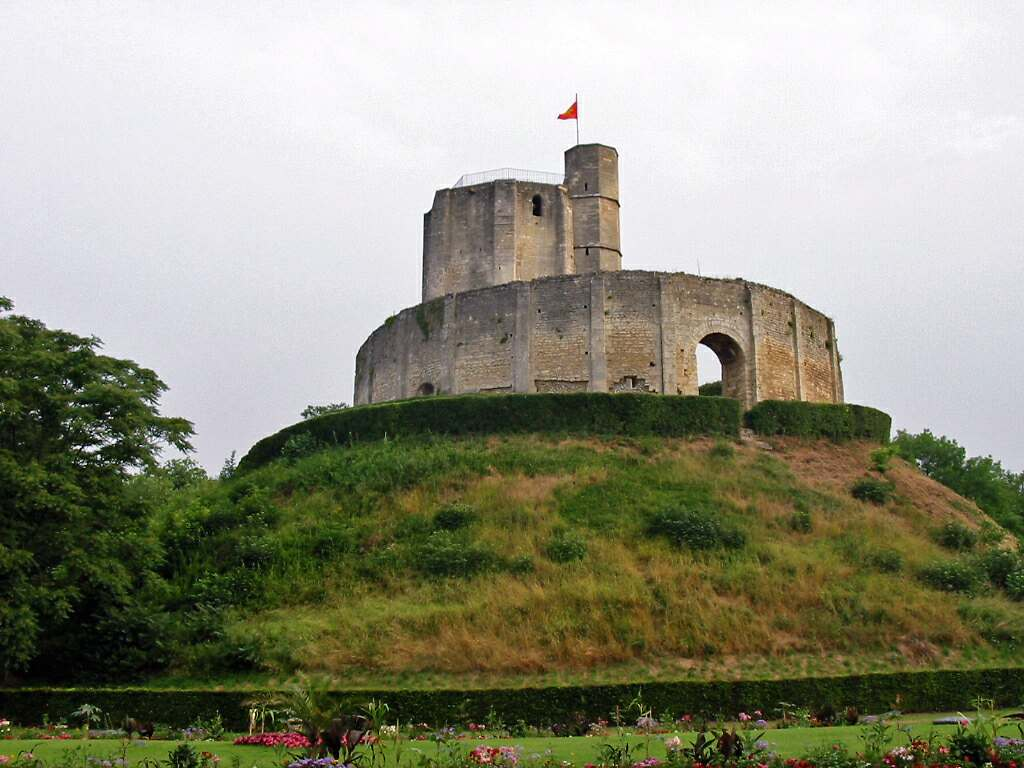
Klasické opevnění typu motte

Hrad byl jedinečnou středověkou stavbou a existence hradů je s tímto obdobím pevně spjata. Hrady vznikly v 10. století a jejich význam zanikl v průběhu 16. století. Hlavním důvodem zániku hradů byl objev střelného prachu a vynález děla. V hradu byla ubytována společenská elita, která se obávala o svou bezpečnost. Hrad měl mnoho funkcí. Chránil své obyvatele, střežil obchodní cesty a sloužil jako opěrný bod všech armád. Hrad byl budován na co možno nejmenším území, což přinášelo mnoho výhod. Stavba hradu byla levnější, bylo zapotřebí méně vojáků na jeho obranu a útočník měl na výběr méně míst k útokům. Je těžké určit s přesností vznik prvních hradů. Zatím nejstarší objevený hrad byl postaven okolo roku 950. Nacházel se ve Francii a jmenoval se Doulé-la-Fontaine. Hrad Doulé-la-Fontaine byl postaven z kamene, ale v tomtéž období byly běžné pevnosti, jejichž opevnění bylo tvořeno zemními pracemi.
Tyto pevnosti měly několik výhod, ale i nevýhod. Vzhledem k tomu, že jejich opevnění tvořily náspy ze zeminy, příkopy a palisády, byl tento typ opevnění velmi levný a mohl být vystavěn i během válečného tažení. Nevýhodou opevnění ze zeminy bylo to, že byly zapotřebí časté opravy (náspy rychle chátraly). Opevnění tohoto typu se nazývalo motte-and-bailey, přičemž motte znamená pahorek a bailey vnější opevnění či hradní nádvoří. Zkrácený název zní motte. Stejně jako u hradů kamenných je těžké učit původ či vznik opevnění motte. Historikové a archeologové dospěli k názoru, že první opevnění motte pochází z Francie či Flander a doba vzniku se odhaduje na 10. století. Hlavní důvodem výstavby motte byly časté nájezdy nepřátel, přičemž bylo zapotřebí rychlého opevněného bodu, který zajišťovalo motte. Největší koncentrace tohoto typu opevnění se nacházela v Normandii a Bretani.
Z opevnění motte se po určité době stávaly kamenné hrady. Samotní Normané, kteří osídlili území Normandie, byli velkými průkopníky obléhací techniky a jako první začali ve velkém stavět kamenné hrady. V jedenáctém století se začaly hromadně stavět kamenné hrady a opevnění motte přestalo být využíváno. Zvýšení počtu hradů bylo zapříčiněno stabilizací Evropy a evropských států, které se kamennými hrady snažily udržet svá území. Určitý pokrok byl zaznamenán i v obranné technice. U nově zbudovaných hradů byly vystavěny kruhové věže (i když byly stále více k vidění věže čtvercové), které byly odolnější vůči útokům nepřátel. Byly také zavedeny prvky byzantské a arabské obranné techniky, které si s sebou přivezli křižáci, vracející se z křížových výprav. Raně středověký hrad byl vystavěn z kamene, ale výjimkou nebyla ani syntéza kamenných a zemních prací. Hrad té doby postrádal vodní příkop, padací most, padací mříže a opevněné brány, které se staly nedílnou součástí vrcholně středověkých hradů.

## Vrcholné středověké hrady

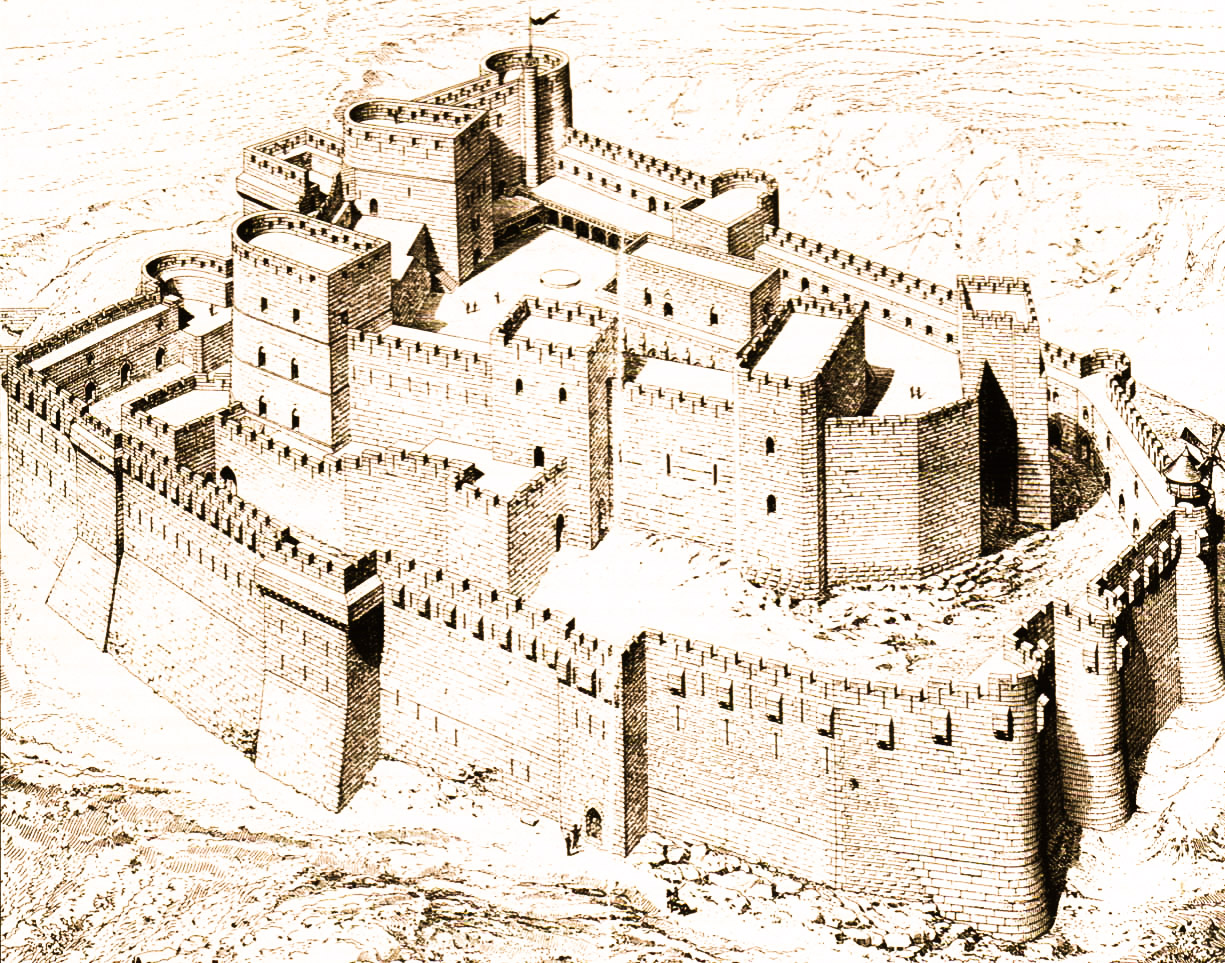
Krak des Chevaliers

Vrcholně středověké hrady byly syntézou toho nejlepšího co vzniklo během starověku a středověku. Znovu se v tomto období objevily staré starověké obranné postupy, jako byly kruhové věže a padací mosty. Hlavním důvodem znovuobjevení starých obranných postupů byl stále větší zájem o římskou literaturu. Nebyl to však jen vliv starověké literatury. Během středověku docházelo k obléhání velice často. Díky tomu měli stavitelé hradů možnost pozorovat účinnost hradů a mohli se ze svých chyb učit. Významným způsobem k vývoji vrcholně středověkých hradů přispěla i byzantská a arabská opevnění. Byzantinci a Arabové, kteří mezi sebou neustále bojovali, se i navzájem ovlivňovali a kopírovali své obranné postupy. Hlavně Byzantinci byli mistři v obléhání, protože to byli většinou oni, kdo byli napadáni sousedními agresory. Při křížových výpravách se evropští válečníci setkali s velkolepými orientálními pevnostmi. Na křižáky udělaly největší dojem mohutné hradby města Konstantinopole, jimiž pak byly inspirovány některé středověké hrady.)

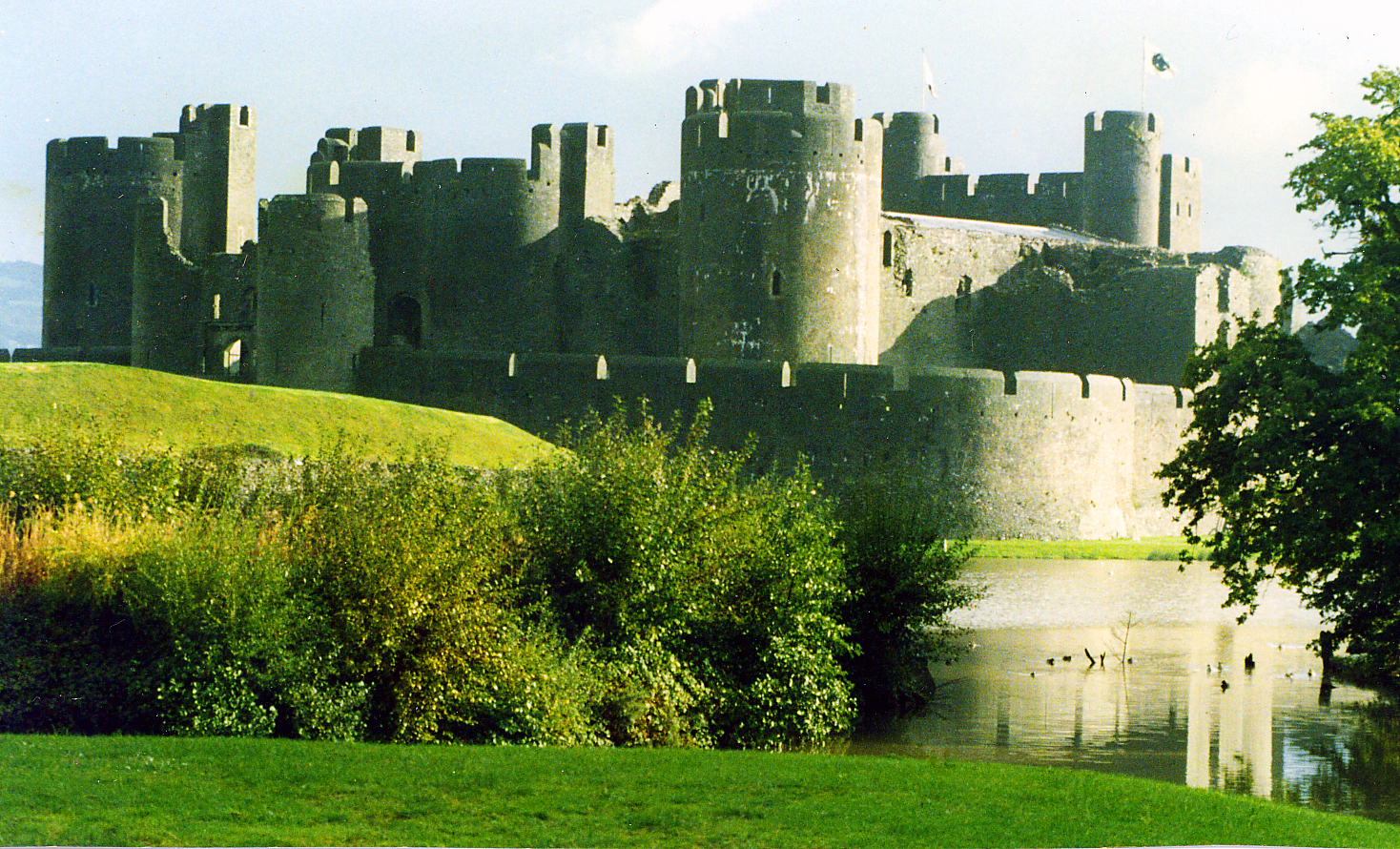
Hrad Caerphilly, Wales

Během křížových výprav se křižáci naučili stavět velmi impozantní hrady. Jedním z nejlepších byl Krak des Chevaliers. U těchto hradů se dá pozorovat jev, který se za několik let objevil v Evropě. Nejen že to byly první soustředné hrady (viz dále), ale lze pozorovat zvýšený důraz na vnější hradby.
U raně středověkých hradů byl kladen největší důraz na poslední pás hradeb (samozřejmě pokud měl hrad více než jeden pás hradeb) a především na hlavní hradební věž. Právě u hlavní hradební věže byl obvykle sveden nejtvrdší boj. U vrcholně středověkých hradů znamenala hlavní hradební věž poslední místo záchrany (obránce hradu se obvykle vzdal ještě předtím, než začal boj o tuto věž). Většina vrcholně středověkých hradů měla dvojité hradby a společně s několika dalšími prvky tak tvořily soustředné hrady. Vnější hradby byly nižší než hradby vnitřní. Bylo tak učiněno proto, aby byla možná snazší obrana hradu. Byla tak zaručena podpora obléhaných jednotek střelbou z vyšších hradeb. Hrady tohoto typu se stavěly po celé Evropě, ale v největším počtu byly zastoupeny ve Francii a Anglii.
Mnoho měst a malých států dokázalo udržet svou nezávislost díky svým mocným hradům. Výstavba hradů byla poměrně drahou záležitostí, ale i tak se vyplatila. Hrady byly mnohem levnější než budoucí novověké pevnosti.
Hrady se od sebe lišily, ale lze popsat typický vrcholně středověký hrad: měl vodní příkop, který nejen zabraňoval útočníkům v přímém postupu k hradbám, ale hlavně chránil hrad proti nepřátelským podkopům. Věže byly většinou kruhového půdorysu, neboť tyto věže byly odolnější vůči útokům i podkopům. Brány byly silně opevněné, měly padací most a jednu či dvě padací mříže. Hrad byl samozřejmě soustředného typu a byl budován na vyvýšenině. Takto popisovaný hrad byl silným protivníkem každé armády.

## Obléhací zbraně raného a vrcholného středověku

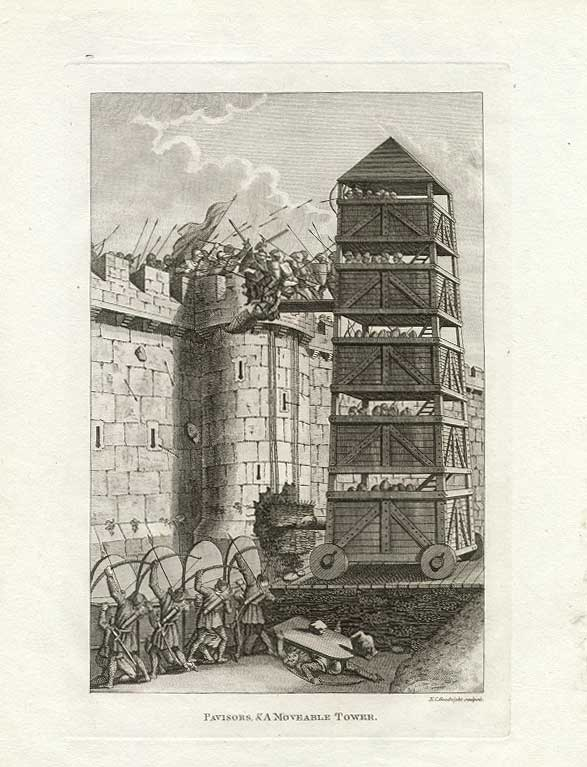
Obléhací věž

Obléhací zbraně raného a vrcholného středověku byly bez výjimky kopiemi strojů starověkých a jejich konstrukce byla jen nepatrně změněna. Typické středověké zbraně jako byl trebuchet či dělo se začaly používat až v pozdním středověku. Vzhledem k tomu, že se konstrukce hradů neustále zlepšovala, není příliš jasné proč se obléhací zbraně taktéž nezlepšovaly. Jeden z důvodu může být ten, že tyto zbraně byly stále účinné. Archeologické nálezy však nasvědčují tomu, že útočníci byli mnohokrát poraženi. Další důvod může být ten, že středověcí stavitelé či technici prostě neměli k dispozici dostatek vhodných technologií a ani vyškolených inženýrů. Nepřímo to potvrzuje vynález mocných obléhacích zbraní v pozdním středověku, kdy došlo k většímu rozmachu učenosti a zlepšování kovolijectví. I když byl vrcholně středověký hrad stále dokonalejší, existovala šance na jeho dobytí. Středověký válečník měl na výběr z mnoha obléhacích zbraní, více či méně účinných.
Jednou z nejjednodušších a nejprimitivnějších zbraní byl obyčejný žebřík. Středověký žebřík byl skoro vždy vyroben ze dřeva a byl opatřen háky či zuby, kterými se mohl zaklínit v hradbách. Žebřík byl masově používanou zbraní a mohl být spatřen takřka u každého obléhání. K vidění byl i mechanismus, který dokázal zvedat žebříky na hradbu. Každý středověký hrad byl jedinečný, takže i výška jeho hradeb byla rozdílná oproti jiným. To znamenalo, že ne každý žebřík mohl být použít na dobývání určitého hradu. Středověcí vojáci tomu čelili tak, že žebříky vyráběli přímo na místě, aby nedošlo k tomu, že žebřík nedosáhne na hradby (i tak se to mnohokrát stalo). Další jednoduchou obléhací zbraní byl dobývací beran (beranidlo). Existovala propracovaná beranidla, která byla kryta dřevěnou střechou, byla na kolech, zavěšena na rámu pomocí lan a řetězů a měla kovovou hlavici. Běžná starověká praxe umisťování beranidla na kladkostroj byla ve středověku „zapomenuta“. Samozřejmě byla k vidění i velice jednoduchá beranidla, která nepředstavovala nic víc, než dřevěnou kládu. Velice účinné bylo podkopání hradeb. Útočník se podkopal pod hradby a buď zničil základy hradebm nebo byl vytvořen tunel, kterým se útočník mohl dostat přímo do hradu. Vrcholně středověké hradby tomu čelily výstavbou vodních příkopů a kruhových věží. Pokud byl podkop veden příliš blízko zemi, mohla voda z vodního příkopu podkop zničit. Samotní obránci často vedli protipodkopy ve snaze zaskočit útočníky a strhnout jejich tunely.

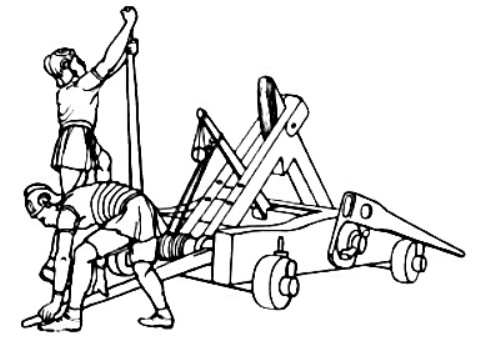
Onager, zbraň podobná mangonelu

Jednou z nejimpozantnějších obléhacích zbraní byla obléhací věž (neboli zvonice). I když byly středověké obléhací věže celkem účinné, nemohly se v žádném případě rovnat svým starověkým příbuzným. Konstrukce středověkých věží byla často nedokonalá a jejich převržení či zničení nebylo výjimkou. Mnoho mužů přišlo o život, když se jejich obléhací věž sama od sebe zřítila.
Věže, stejně jako žebříky, byly často postaveny až na místě obléhání. Byly vyšší či stejně velké jako hradby nepřátel a na vrchu věže byl umístěn most, po kterém se útočníci dostali na hradby. Zvonice mohly být vybaveny katapulty a beranidly za účelem zvětšení jejich útočné síly. Obléhací věže byly pochopitelně vybaveny koly. Častá byla ochrana za pomoci kovových desek nebo surových kůží (proti ohni), případně vrbového proutí. K hradbám byly dopraveny buď samotnými vojáky nebo zvířecím spřežením, ale do praxe se dostalo i využití kladkostroje. Pokud byla zvonice dobře postavena a měla dostatečnou ochranu, byla velice nebezpečným protivníkem každého hradu.
Posledním typem obléhacích zbraní byly vrhače střel. Pracovaly na dvojím principu. Buď byly používány na principu luku (vystřelovaly šipky) nebo s využitím zkroucených lan. Stroje na vystřelování šipek sloužily k tomu, aby čistily nepřátelská cimbuří od lučištníků a ostatních vojáků, zatímco stroje na vystřelování kamenných projektilů sloužily k poškozování či zničení hradeb. Šipky byly často opatřeny kovovou hlavicí a stroje na vrhání projektilů vrhaly i kovové střely a sudy s řeckým ohněm. Stejně jako všechny obléhací zbraně té doby, byly i vrhače střel kopiemi strojů římských. To dosvědčují i názvy těchto strojů (balista).
Nejpoužívanějším vrhačem střel byl nepochybně mangonel. Mangonel byl nástupcem starověkého stroje onageru. Používal se k vystřelování kamenných projektilů a jeho výroba byla levná a poměrně rychlá. Byl často opatřen koly (stejně jako jiné stroje) a jeho účinný dostřel činil něco okolo 110 metrů. Účinnou středověkou taktikou byla též lest. Obléhatelé zaútočili na hrad večer a za pomocí žebříků se dostali dovnitř. Pokud měli štěstí, povedlo se jim otevřít brány. Časté byly i zrady, při nichž občan či voják hradu úmyslně otevřel brány útočníkům.

## Obléhání pozdního středověku

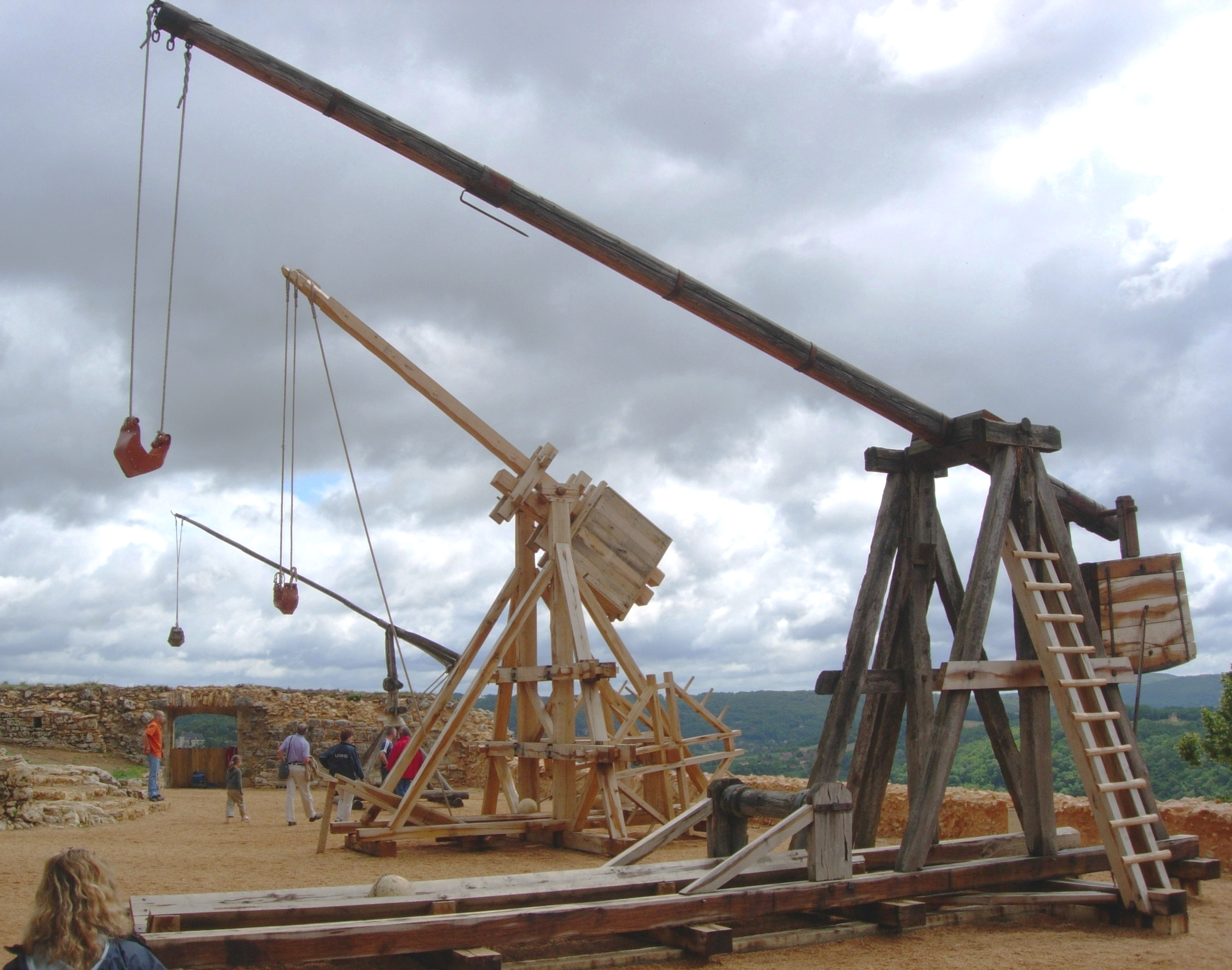
Rekonstrukce tří trebuchetů

Obléhání pozdního středověku ovlivnily dva velké vynálezy. První z nich byl trebuchet a druhý byl vynález děla. Trebuchet byl první originální obléhací zbraní středověkého světa. Je těžké říct, kdy byl vynalezen. Někteří historikové tvrdí, že byl vynalezen ve starověku, ale v raném středověku nebyl učiněn žádný nález trebuchetu, což toto tvrzení vyvrací. První písemná zmínka pochází z první poloviny 12. století. Není zcela jisté, jestli se v tomto písemném svědectví jedná právě o trebuchet nebo o nějakou jinou obléhací zbraň. Trebuchet se zcela jistě začal používat na přelomu 13. a 14. století, ale spekuluje se o tom, že byl používán již na počátku třináctého století. Trebuchet vystřeloval kamenné projektily, ale velice se lišil od zbraní jako byl mangonel. U trebuchetu nebylo vůbec použito systému zkroucených lan, ale pracoval na principu protizávaží. Pokusy, které provedl Napoleon III. ukazují, že trebuchet mohl vrhnout kámen o hmotnosti 11 kilogramů na vzdálenost 182 metrů. Moderní pokusy dokazují, že k vržení kamene o hmotnosti jedné tuny bylo zapotřebí 24 tun jako protizávaží. Při těchto pokusech bylo zjištěno, že trebuchet byl mimořádně přesnou zbraní. Trebuchet byl také první zbraní, která opravdu ohrožovala existenci hradů. Podle dobových svědectví mohl trebuchet po několika ranách zničit nepříliš kvalitní hradby. Trebuchet se pro sebe snažili využívat i obránci hradů, ale jeho použití v hradu nebylo moc praktické a brzy se od něho opustilo. I když byl trebuchet velice silnou zbraní, nebylo stále nic snadného dobýt dobře chráněný hrad. Byl však neocenitelnou zbraní a mnoha středověkým válečníkům usnadnil život.
Další a ještě silnější zbraň, která nakonec skoncovala s nadvládou hradů nad bojištěm, bylo dělo. Děla vyráběli jako první Číňané, ale ti nedokázali docenit jeho kvality a nebyli dostatečně zruční kovolijci, takže děla vyráběli z papíru nebo bambusu. Až v Evropě se začala děla vyrábět ze železa. Tehdy ale ještě nebyly známy železné pece, takže se tehdejší děla nemohla odlévat. Děla byla vyráběna svářením železných tyčí kolem válcového jádra a poté se na tuto svařenou trubici navlékly železné obruče. První děla byla značně nedokonalá a spíše než k ničení hradeb se hodila ke strašení vojáků a koní. Až později byla děla úplně doceněna a začaly je ve velkém vyrábět všechny evropské země.

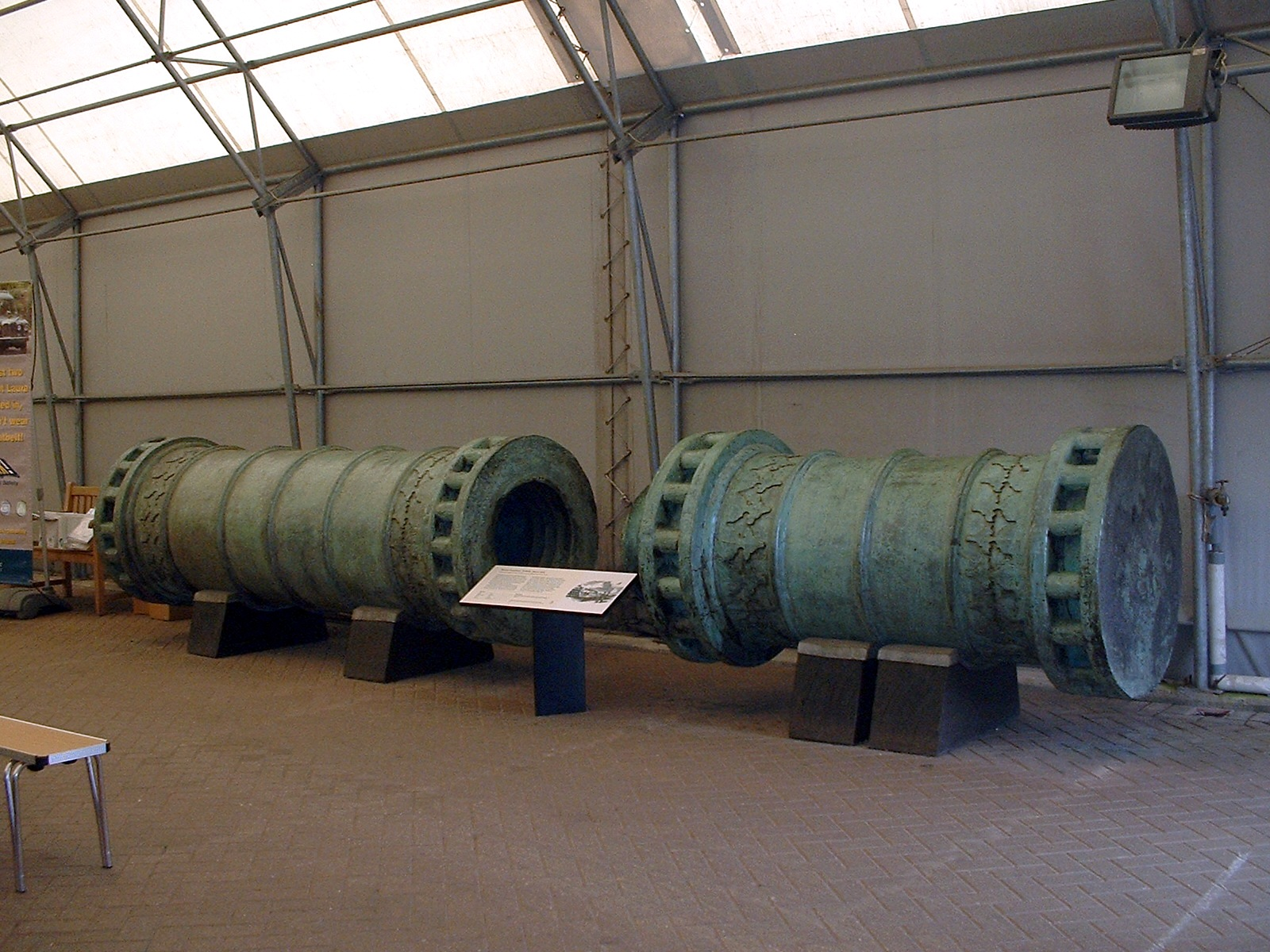
Těžké bronzové dělo Osmanských Turků, které bylo používáno při obléhání Konstantinopole

První, kdo při velkém obléhání použil děla, nebyli Evropané, nýbrž Osmanská říše. Stalo se to roku 1453, při obléhání města Konstantinopole. Mehmed II. Dobyvatel si najal uherského zběha Urbana, který mu měl postavit obří děla, která by pomohla dobýt Konstantinopol. Tato děla byla tak velká, že se musela odlít až před Konstantinopolí, protože jejich přeprava by byla velice složitá. Od děl té doby se příliš neočekávalo, měla být umístěna na jedno místo (další manipulace s tak těžkými děly byla velice těžká) a pálit, dokud se nepřátelské hradby nezhroutí. Konstantinopol nakonec padla a to velkou měrou díky dělům.
Hrady po celé Evropě podléhaly jeden za druhým z důvodu jejich nepřipravenosti proti dělům. Hradby hradů byly vysoké, ale nebyly příliš silné. Bylo to proto, aby je útočníci nemohli snadno překonat. Tyto „tenké“ hradby byly ale zranitelné děly, která je velice rychle ničila. To však neznamená, že by byl konec pevností a opevnění. V raném novověku bylo obléhání stále důležitou složkou boje a i dnes se staví opevnění (bunkry), které mají za úkol chránit. Nové pevnosti začaly využívat nové obranné postupy a děla se začala používat i v pevnostech. Tyto pevnosti byly velmi drahé a jen ti nejbohatší panovníci, šlechtici a města si je mohli dovolit. To mělo za následek, že mnoho malých, nezávislých států bylo dobyto. Hradům nadobro odzvonilo. Od vynálezů děl se hrady prakticky přestaly stavět, místo toho si začala společenská elita stavět luxusnější obydlí - zámky. Ač se pevnosti stále stavěly, už nikdy nikde nedominoval nějaký druh pevnosti tak jako hrady v Evropě.